# NGC 2898
NGC 2898 is een spiraalvormig sterrenstelsel in het sterrenbeeld Waterslang. Het hemelobject werd op 6 februari 1864 ontdekt door de Duitse astronoom Albert Marth.

## Synoniemen
- MCG 0-24-18
- ZWG 6.48
- NPM1G +02.0221
- IRAS 09271+0217
- PGC 26950